# Liste der Museen in Kalabrien

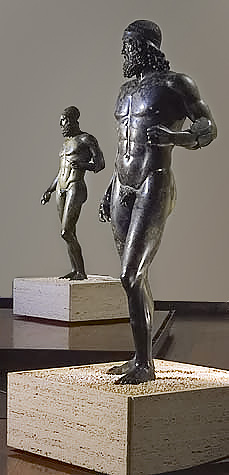
Bronzefiguren von Riace im Museo Archeologico Nazionale di Reggio Calabria

Hinweis: Die Liste ist unvollständig.

## Metropolitanstadt Reggio Calabria

### Reggio Calabria
- Museo Archeologico Nazionale di Reggio Calabria, ehemals Museo Nazionale della Magna Grecia
- Museo della ndrangheta
- Museo San Paolo
- Museo Diocesano della Cattedrale
- Museo dello Strumento Musicale
- Museo di biologia e paleontologia marina
- Museo dell'artigianato tessile della seta, costume e moda calabrese
- Museo del Presepio
- Museo Etnografico
- Piccolo Museo della Civiltà Contadina
- Pinacoteca Civica
- Museo Agrumario
- Villa Zerbi
- Castello Aragonese

### Palmi
- Museumskomplex Casa della cultura:
  - Museo etnografico "Raffaele Corso"
  - Antiquarium "Nicola De Rosa"
  - Museo musicale "Francesco Cilea e Nicola Manfroce"
  - Gipsoteca "Michele Guerrisi"
  - Pinacoteca "Leonida ed Albertina Repaci"
- Tempio di San Fantino
- Villa Repaci

### Weitere Museen in der Provinz Reggio Calabria
- Museo nazionale, Locri
- Raccolta Privata Scaglione, Locri
- Antiquarium Antica Medma, Rosarno
- Museo della Civiltà Contadina, Delle Tradizioni Popolari e dell’ Emigrazione, Rosarno
- Pinacoteca d’Arte Moderna „F.Cozza“, Stilo
- Museo Civico di Archeologia Industriale, Stilo
- Museo „A.Versace“, Bagnara Calabra
- Museo Paleontografico dell’Arte Contadina, Bova
- Museo Agro-Pastorale dell’Area Ellenofona, Bova Marina
- Museo Civico di Storia Naturale, Cittanova
- Museo Diocesano di Gerace, Gerace
- Museo d'Arte Naturale Permanente in Legno, Gioiosa Ionica
- Parco Museo Santa Barbara (MuSaBa), Mammola
- Museo Civico, Polistena
- Piccolo Museo della Civiltà Contadina, Sant’Eufemia d’Aspromonte
- Museo della Civiltà Contadina, San Ferdinando
- Museo della Cultura Calabrese "Paolo Greco", Scido

## Provinz Catanzaro

### Catanzaro
- Museo delle Arti (MARCA)
- Gipsoteca Francesco Jerace
- Museo provinciale
- Museo storico militare Brigata Catanzaro (MUSMI)
- Parco Internazionale delle Sculture
- Museo diocesano
- Museo delle carrozze
- Museo della civiltà contadina
- Museo dell’Arte della Seta
- Casa della Memoria „Rotella house“
- Complesso monumentale del San Giovanni

### Weitere Museen in der Provinz Catanzaro
- Museo Archeologico Lametino, Lamezia Terme
- Casa del libro antico, Lamezia Terme
- Museo dell’Olio d’Oliva e della Civiltà Contadina, Zagarise
- Museo della Civiltà agrosilvopastorale, delle Arti e delle Tradizioni, Albi
- Istituto della Cultura Arbereshe Giuseppe Gangale, Caraffa

## Provinz Cosenza

### Cosenza
- Museo all’aperto Bilotti (MAB)
- Museo Civico
- Piazzetta Toscano

### Weitere Museen in der Provinz Cozenza
- Museo dell’Artiginato Silano e della Difesa del Suolo, Longobucco
- Maca - Museo Civico d’Arte Contemporanea Silvio Vigliaturo, Acri
- Museo Internazionale „Raccolta di arte presepiale“, Corigliano Calabro
- Museo della Seta, Mendicino
- Museo del Presente, Rende
- Museo della Liquirizia, Rossano
- Museo demologico dell'economia, del lavoro e della storia sociale silana, San Giovanni in Fiore
- Museo Archeologico Nazionale della Sibaritide, Cassano all’Ionio
- Casa Museo Palazzo Viafora, Cassano all’Ionio

## Provinz Crotone

### Crotone
- Museo archeologico nazionale di Crotone
- Antiquarium di Capo Colonna
- Museo Civico
- Antiquarium di Torre Nao
- Museo d'arte contemporanea

### Weitere Museen in der Provinz Crotone
- Museo Fortezza Le Castella, Isola di Capo Rizzuto
- Museo Civico Demologico, dell'Economia, del Lavoro e della storia sociale, Isola di Capo Rizzuto
- Museo dei Castelli e delle Fortificazioni in Calabria, Santa Severina
- Museo Diocesano di Arte Sacra, Santa Severina
- Museo Civico Archeologico, Cirò
- Mostra Permanente Costume Arberesche, Vaccarizzo Albanese

## Provinz Vibo Valentia

### Vibo Valentia
- Museo archeologico statale Vito Capialbi
- Museo dell’amigrazione
- Museo di Arte Sacra

### Weiter Museen in der Provinz Vibo Valentia
- Museo civico archeologico, Nicotera
- Museo diocesano d'arte sacra, Nicotera
- Pinacoteca vescovile, Nicotera
- Raccolta privata Toraldo di Francia, Tropea
- Mostra degli antichi mestieri di Calabria, Tropea
- Antiquarium, Filadelfia
- Museo della civiltà contadina, Maierato
- Museo statale, Mileto
- Museo della civiltà contadina ed artigiana, Monterosso Calabro
- Museo del Mare, Pizzo
- Museo della Certosa, Serra San Bruno